# Georgina Burne Hetley
Georgina Burne Hetley, geb. McKellar (* 27. Mai 1832 im Stadtteil Battersea, London, England; † 29. August 1898 in Auckland, Neuseeland), war eine neuseeländische Illustratorin und Aquarellistin, die in ihren Arbeiten eine Vielzahl heimischer Pflanzen abbildete und diese in einem Werk veröffentlichte.

## Frühes Leben
Georgina Burne McKellar wurde am 27. Mai 1832 als zweite Tochter der Eheleute Annette Clarke und Dugald McKellar, eines Mediziners, in Battersea, einem Stadtteil von London, geboren. Ihres Vaters Gesundheit wegen zog die Familie 1842 nach Madeira. Als der Vater dann starb, entschloss sich ihre Mutter, mit ihren zehn Kindern und zwei Dienern nach Neuseeland auszuwandern. Im August 1852 segelten sie an Bord der St. Michael von nach Madeira aus nach New Plymouth an der Westküste der Nordinsel.

## Neuseeland
Sie erreichten Neuseeland am 2. Dezember 1852 und ließen sich in Omata, westsüdwestlich von New Plymouth nieder. Das rund 50 Hektar große gekaufte Land nannt sie Fernlea. Georgina war zu diesem Zeitpunkt bereits 20 Jahre alt.
In Ōmatā lernte Georgina den Siedler Charles Hetley kennen, den sie am 2. Juni 1856 in der örtlichen Kirche heiratete. Die Ehe wähnte nur kurz, denn am 24. Mai 1857 verstarb ihr Mann an einem Blutsturz und hinterließ sie mit ihrem sieben Wochen alten Sohn, Charles Frederic. Vermutlich um 1859 verkaufte sie die Farm ihres Mannes, Brookwood genannt, und ging mit ihrem Kind zurück nach Fernlea. Als im März 1860 in Taranaki zwischen den Māori und dem britischen Militär ein Krieg ausbrach, zog ihre Mutter mit ihr und ihren Schwestern nach New Plymouth. Sie verloren ihr Haus auf ihrem Land, das niedergebrannt wurde, und ihre Ernte sowie das Vieh. Im März 1863 verließ Georgina Taranaki mit ihrem Sohn und lebte ab 1879 in Auckland.

## Arbeit als Künstlerin
Während ihrer Zeit in Taranaki fertigte sie Bleistiftskizzen von Fernlea und Brookwood sowie von New Plymouth während der kriegerischen Auseinandersetzungen an. Sie malte auch Aquarelle von Szenen in Waikato und Auckland. 1879 stellte sie erstmals einige ihrer Arbeiten mit der Auckland Society of Artists aus. Sie wurde aktives Mitglied der Organisation, die sich in Auckland Society of Arts umbenannte. 1883 gewann sie Preise für einen originellen Entwurf für ein gesticktes Tuch und eine Studie über Laubwerk. Sie wurde Mitglied der 1883 gegründeten New Zealand Art Students’ Association.
1884 und 1885 gewann sie Preise als Seniorstudentin der Vereinigung für ihre Studien von Wildblumen und auf der neuseeländischen Industrieausstellung in Wellington 1885 gewann sie den ersten Preis für ihre Bilder über die einheimische Flora. Sie reiste durchs Land und sammelte und malte Bilder der heimischen Flora und arbeitete an ihrem Werk The Native Flowers of New Zealand (Die einheimischen Blumen Neuseelands). Im Juni 1886 reiste sie nach England, um einen Verleger für ihr Werk zu finden. Während ihres Aufenthalts in London wurden Beispiele ihrer Aquarellzeichnungen auf der Colonial and Indian Exhibition ausgestellt. Während ihres Aufenthalts in London hatte sie Gelegenheit, an weiteren Zeichnungen und Aquarellen zu arbeiten. Ihr Buch erschien schließlich in den Jahren 1887–88 in London in drei Teilen und wurde 1888 in einem einzigen Band unter dem Namen Mrs. Charles Hetley veröffentlicht. Ihr Werk wurden auch nach Frankreich verkauft, wo 1889 in Paris Fleurs sauvages et boix précieux de la Nouvelle-Zélande veröffentlicht wurde.
Schwierigkeiten mit dem englischen Klima brachte sie dazu, einige Zeit auf Madeira zu verbringen, bis sie im September 1889 nach London zurückkehrte und dann über Zwischenstopps in Genua und Sydney zurück nach Neuseeland kam. Weitere Ausstellungen ihrer Werke folgten in Neuseeland, in New South Wales und in London.
Georgina Burne Hetley verstarb nach einer langen Krankheit am 29. August 1898 in Auckland.

## Fotogalerie

Georgina Burne Hetley
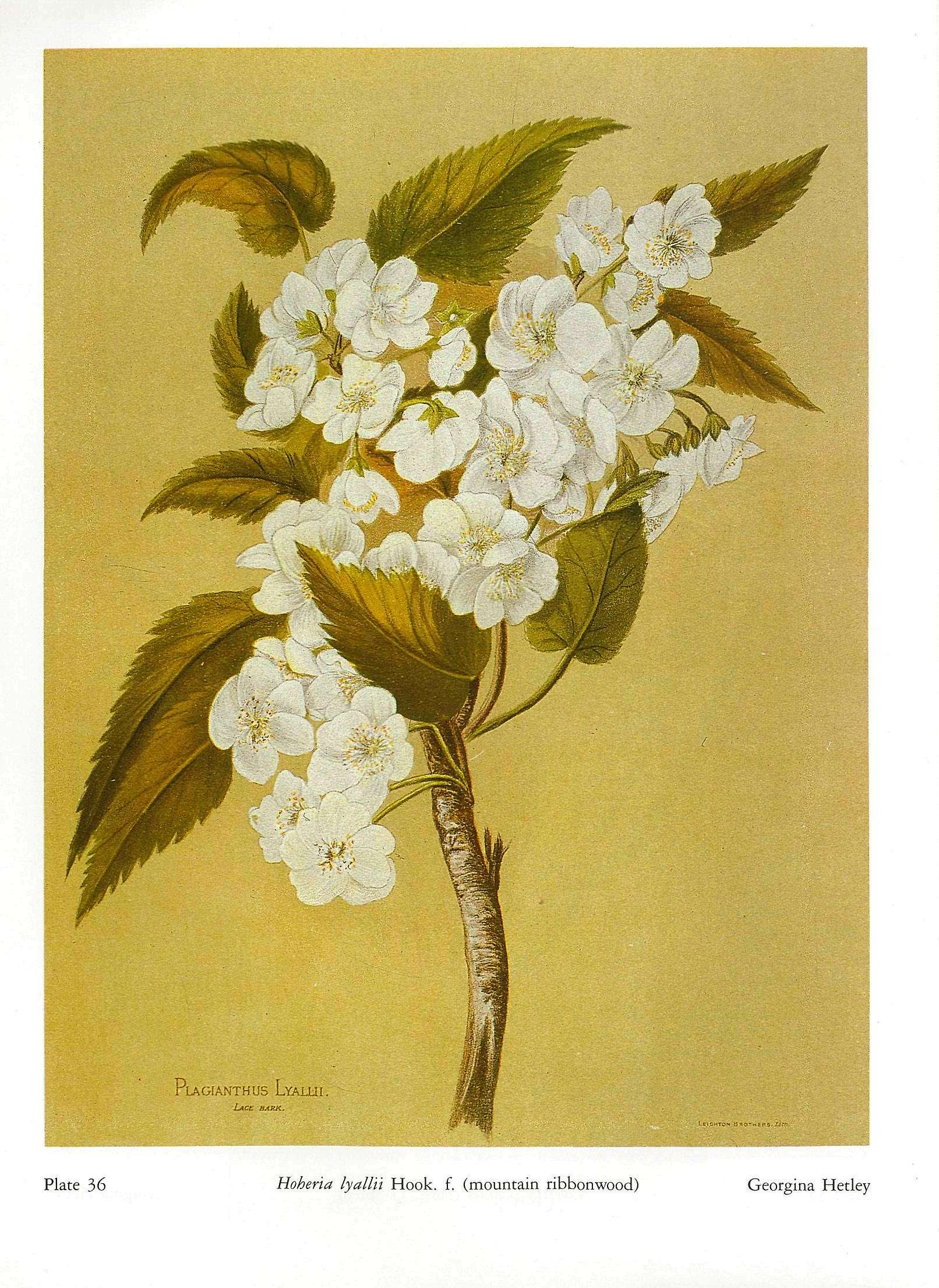
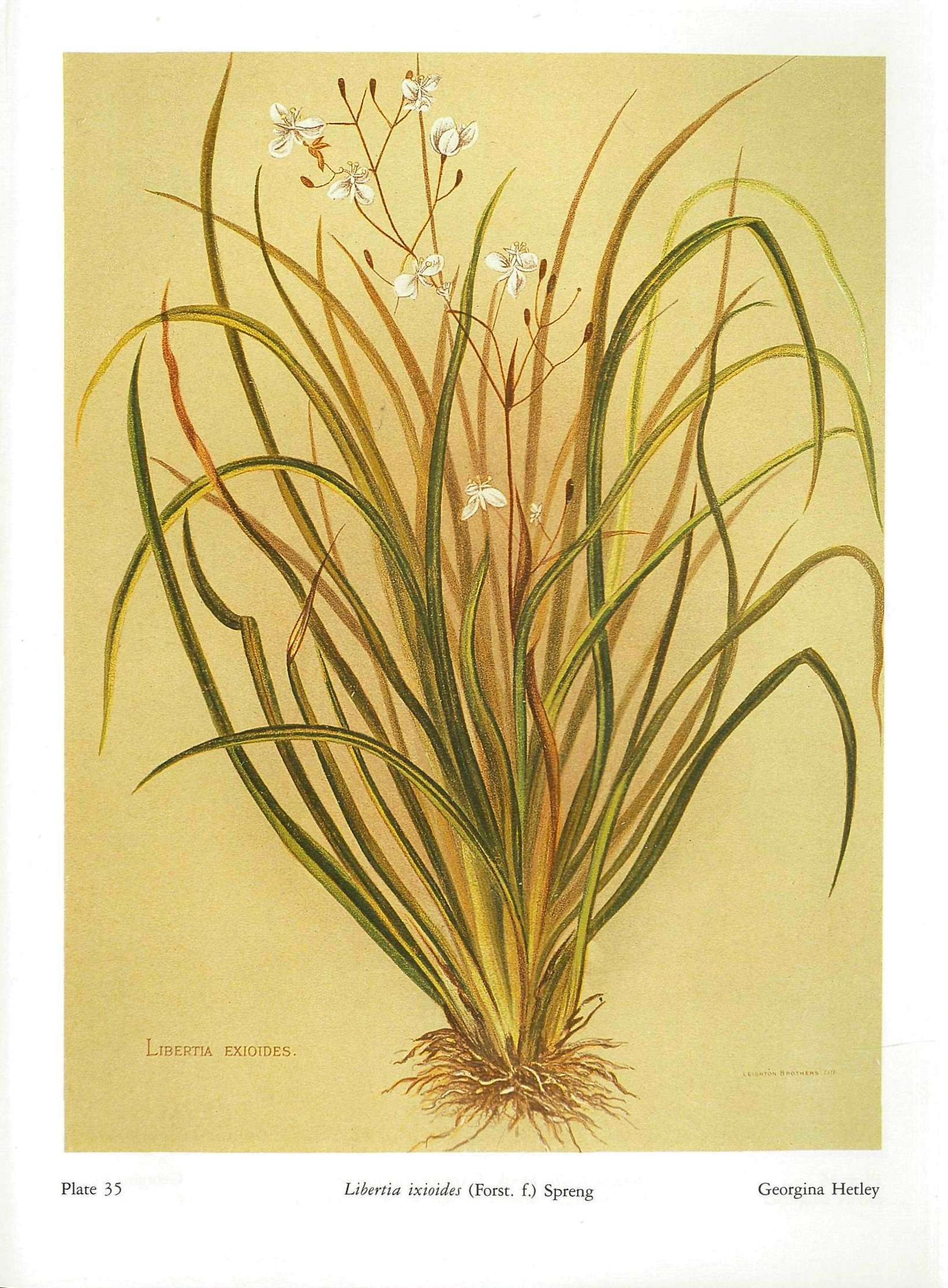
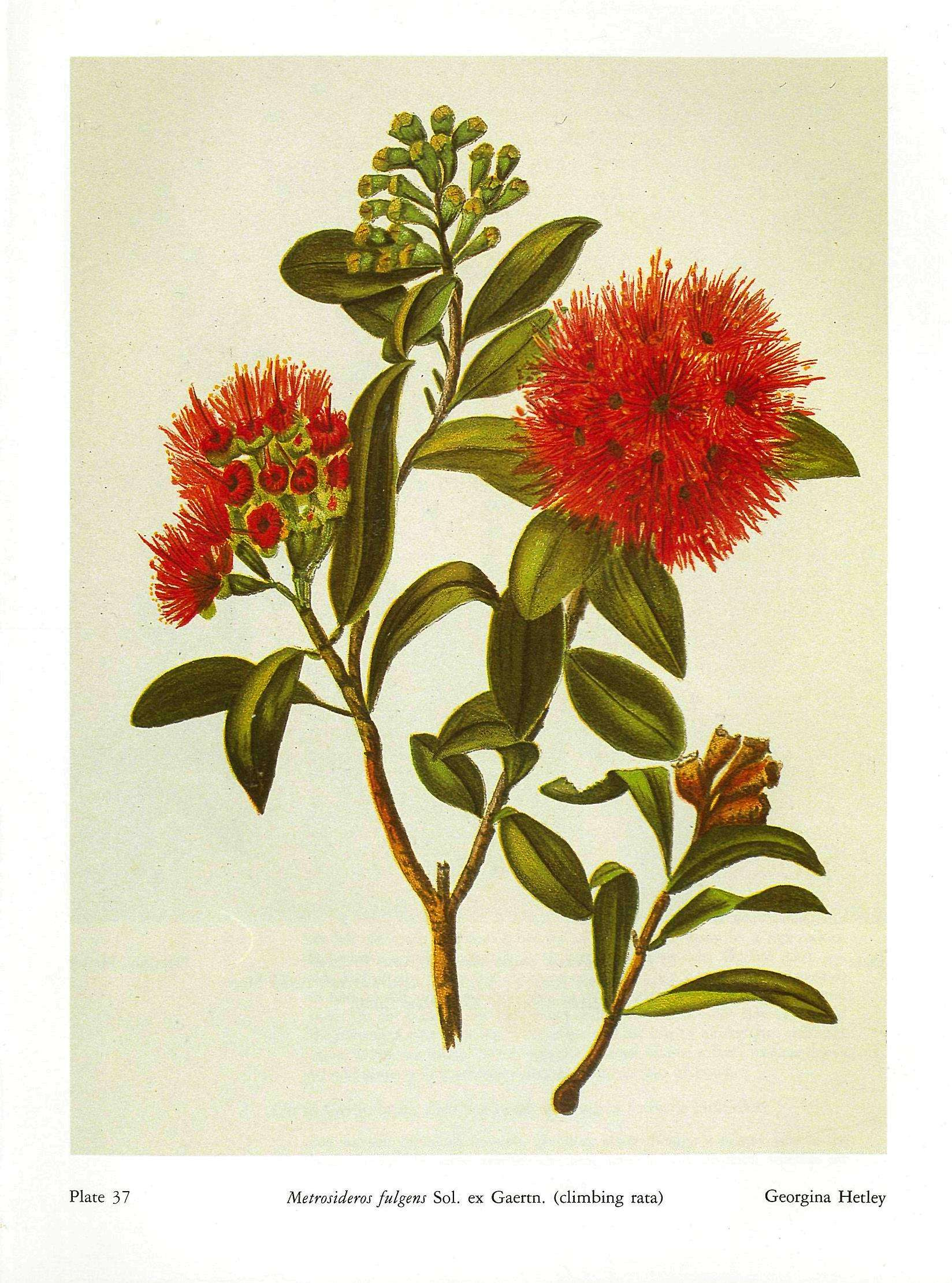
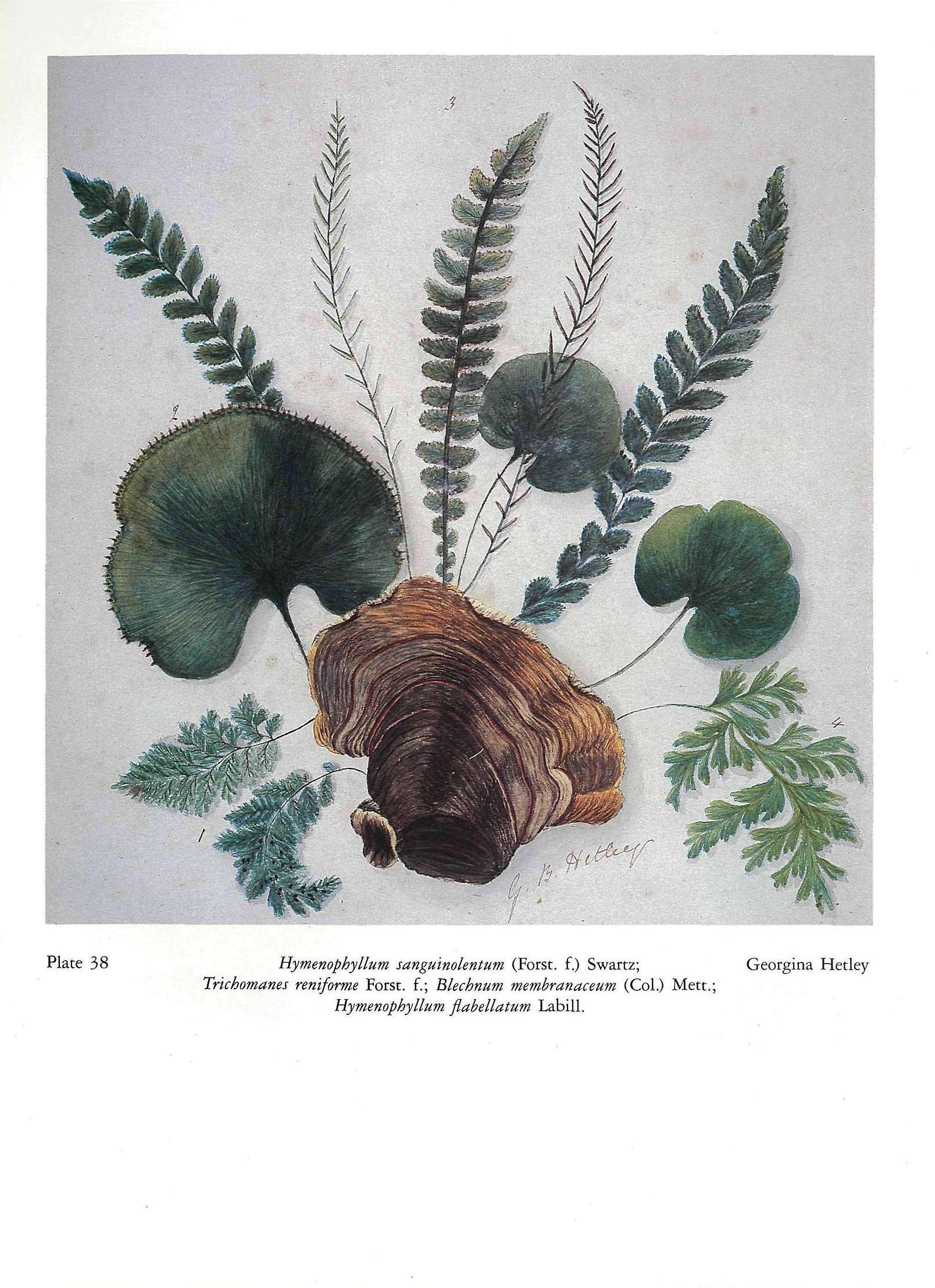

## Werke
- Mrs. Charles Hetley: The Native Flowers of New Zealand. Sampson Low, Marston Searle, and Rivington (Limited), London 1888 (englisch, Online [abgerufen am 8. September 2024]).